# Henri Bureau
Pour les articles homonymes, voir Bureau.
Henri Bureau, né le 25 janvier 1940 à Cognac (Charente) et mort le 19 mai 2014 à Clichy, est un reporter-photographe français.

## Biographie
Après une « scolarité désastreuse », Henri Bureau s'engage à l’âge de 18 ans dans la Marine nationale pour trois ans. 
Il débute en photographie en 1961. Il entre à l’agence photo Apis comme paparazzi, avec deux boîtiers et un flash achetés d’occasion, puis rejoint Reporters associés en 1966.
Henri Bureau entre à l'agence Gamma en 1967, puis participe à la création de Sygma en 1973. Grand reporter, il couvre la guerre des Six Jours et la guerre du Kippour, divers conflits africains, le Liban, la guerre Iran-Irak, la mort de Nasser, celle de Sadate, Mai 68 à Paris.
En vingt ans de carrière, Henri Bureau signe de nombreuses photos devenues célèbres : le général de Gaulle à Issy-les-Moulineaux devant un hélicoptère de retour de Baden-Baden pendant les événements de mai 1968, un soldat devant l’incendie des raffineries d’Abadan pendant la guerre Iran-Irak en 1980,, ou encore François Mitterrand achetant des journaux dans un kiosque près de la rue de Bièvre le 10 mai 1981. Une photo prise durant la révolution des Œillets, lui vaut un prix au World Press Photo en 1974. Son ultime reportage en 1981 le mène en Pologne communiste où il couvre le voyage du pape Jean-Paul II.
Henri Bureau devient rédacteur en chef à Sygma en 1981. 
En 1986, il prend la direction de Presse Sport, l’agence photo de L’Équipe. Il retourne ensuite chez Gamma comme rédacteur en chef.
De 1995 à 2005 il est directeur de l’agence d’archives photographiques Roger-Viollet.
Henri Bureau est mort à Clichy dans la nuit du 18 au 19 mai 2014,, des suites d’une longue maladie.

## Récompenses et distinctions
- World Press Photo, 1974.

## Publications
- Le Temps d'une pause, Paris, éditions Arléa, 1989  (ISBN 2869590512)
- Bouclages – Une vie de reporter  (préface par Pierre Schœndœrffer), Paris, éditions Florent Massot, 2010  (ISBN 9782916546513).

## Expositions
- 28 août - 12 septembre 2004 : exposition au festival Visa pour l'image, Perpignan[9].